# Independent Truck Company
Pour les articles homonymes, voir Independent.

Independent Truck Company est une compagnie de matériel de skateboard spécialisée dans la fabrication des essieux (ou trucks). C'est probablement la marque la plus célèbre au monde dans ce domaine. Elle fut cofondée en 1978 par Fausto Vitello, et le premier modèle (le Stage 1) fit son apparition le 23 mai de cette année, à Newark (Californie). La compagnie est basée à Santa Cruz (Californie).
Les trucks Independent sont connus pour réagir très rapidement et très fidèlement aux actions du skateur s'en servant, assurant stabilité et vitesse. Ils sont distribués par NHS Distribution. Independent possède également sa ligne de vêtements et accessoires destinés à la pratique du skateboard.
Le slogan original de la compagnie était « THEY'RE #*X^!!! HOT ! » (« P*** qu'ils sont chauds ! »), leur slogan le plus récent étant « TIME TO GRIND » (« Temps de grinder »).
Le dernier modèle de la compagnie, le Stage 9, est sorti en mars 2003. Il diffère des autres modèles car l'axe sur lequel on monte les roues est maintenant en acier 4140 Chromoly et présente l'emblème de la compagnie frappé dans l'embase en aluminium. Sa plus grande particularité est que toutes ses éditions couleurs sont limitées. Les Stage 9 sont réputés très durables, comme le précise la publicité, dans laquelle on voit un truck de ce modèle toujours en bon état après 203 516 grinds. Encore plus léger et performant, l'amélioration du Stage 9, le Stage 9 LOW, est sorti le 9 septembre 2006.
Le Stage 10 est sorti en 2008, il reprend le hanger du Stage 9 et l'embase du Stage 8, non percée. Il est disponible en 129 (low ou pas),139 (low ou pas), 149, 169 et 215 mm.